# Stemma dell'Impero Centrafricano
Lo stemma dell'Impero Centrafricano (in francese Armoiries de l'Empire centrafricain) è stato il simbolo araldico ufficiale del paese africano tra il 1976 e il 1979, a seguito della modifica in senso monarchico della forma dello stato voluta dal presidente Jean-Bedel Bokassa, autoproclamatosi imperatore.
L'emblema ricalca in gran parte lo stemma della Repubblica Centrafricana adottato nel 1963 (e rientrato in vigore nel 1979, a impero caduto): restano infatti invariate la blasonatura dello scudo, le bandiere laterali, la medaglia e il cartiglio al di sotto di esso, riportante il motto Unité, Dignité, Travail (Unità, Dignità, Lavoro). Le modifiche si concentrano nella parte superiore, ove al sole nascente si aggiungono le insegne imperiali: un'aquila dorata con le ali spiegate e la corona. Al di sopra dell'insieme appaiono la scritta Empire Centrafricain e un cartiglio recante la data di proclamazione dell'impero (4 dicembre 1976). Il secondo motto nazionale ZO KWE ZO - ZO A YEKE ZO (in lingua sango Tutte le persone sono persone oppure tutti gli uomini sono uguali) viene apposto lungo le aste delle due bandiere ai lati dello scudo.